# Vallenay
 Vallenay  es una población y comuna francesa, situada en la región de  Centro, departamento de Cher, en el distrito de Saint-Amand-Montrond y cantón de Châteauneuf-sur-Cher.

## Demografía
| 963 | 1009 | 1021 | 833 | 857 | 709 |
| Para los censos de 1962 a 1999 la población legal corresponde a la población sin duplicidades (Fuente: INSEE [Consultar]) |      |      |     |     |     |